# Дерева спізнюються на автобус
«Дерева спізнюються на автобус» — драма Олеся Барліга, у який зосереджується увага навколо постколоніальної проблематики, питань гендеру та квір-ідентичностей. Тлом для цього виступає сприйняття молодими людьми початку 21-го століття подій Голодомору. П'єса була опублікована у 2013 році і входить до збірнику «Звірі подивляться замість тебе» 2017 року. 

## Історія написання та публікації
П’єса була написана у 2011 році як реакція на українську політичну та культурну кон’юнктуру навколо трагедії Голодомору. Наступного року вона посіла третє місце у ІІІ Конкурсі п'єс «Драма.UA-2012» від однойменного фестивалю сучасної драматургії, після чого разом із творами інших фіналістів увійшла до друкованої збірки.

## Сюжет
Твір містить чотири дії, де головними персонажами є молодий драматург Тарас, його померла бабуся Капіталіна в подобі вродливої дівчини і коханець Тараса - журналіст-початківець.
Основний сюжет розгортається навколо потреби драматурга написати п’єсу  на замовлення до роковин Голодомору. Шукаючи натхнення він радиться з близькими, разом вони рефлектують над культурними та історичними процесами приватного і національного значення.
Третя дія – це сновидіння Тараса. В ній третій президент України Віктор Ющенко  разом з мавками визначає «лауреатів Голодомору» серед нащадків тих, хто не вижив під час штучно влаштованого голоду.

## Художні особливості
Літературна критикиня Тетяна Трофименко окреслила п’єсу як іронічну. Як зазначає науковиця Марія Гуцол, в цьому творі Олесь Барліг завдяки фарсу розбудовує усталену апокаліптичну модель голодомору, використовуючи суспільно-політичні коди виборів, партійної кон’юнктури, ідеології, актуального замовлення. Драматург глузує зі совкових підходів до «пошанування та відзначення» жертв, протиставляючи міфи українськості та радянської людини.
За словами оглядачки Люби Куйбіди, автор п’єси оголює сам механізм творчого процесу і «наповнює свою історію мареннями та видіннями». 
Так, окрім поширеного в творі мотиву сновидіння, зображується лінія марення героїні уявної драми Тараса, яка після вбивства дитини вирушає до потойбічного світу, де перетворюється на чудовиська.

## Інтерпретація назви
Як вказує дослідниця Валерія Корольова, значення назви п’єси розкривається через сон, що розповідає один з персонажів. В ньому дерева є символами родової спільноти українців, генетично споріднених єдиним культурно-етнічним корінням, а кущ - уособленням сучасності з її кон’юнктурним інтересом до проблеми Голодомору, духовними мутаціями та вродженим цинізмом.